# Dell Prairie
Dell Prairie – miasto w Stanach Zjednoczonych, w stanie Wisconsin, w hrabstwie Adams.